# Викарни епископ будимљански
Викарни епископ будимљански је некадашња титула коју је носио викарни архијереј у Српској православној цркви. Била је почасна титула помоћном епископу патријарха српског или митрополита црногорско-приморског.

## Викарни епископи
Досадашњи носиоци овог викарног епископског звања били су:
- Николај Јокановић у периоду 1938—1939, затим је изабран зе епископа захумско-херцеговачког.
- Јоаникије Липовац, изабран 8. децембра 1939, а хиротонисан 11. фебруара 1940. Био је викарни епископ српског патријарха у овом звању све док 11. децембра 1940. није изабран за митрополита црногорско-приморског;
- Валеријан Стефановић, изабран 11. децембра 1940, а хиротонисан 26. јануара 1941. Био је викарни епископ српског патријарха у овом звању све док 20. маја 1947. није изабран за епископа шумадијског;
- Андреј Фрушић у периоду 1959—1961, затим је изабран за епископа бањалучког.
- Јоаникије Мићовић, изабран маја 1999, а хиротонисан 3. јуна 1999. Био је викарни епископ митрополита црногорско-приморског у овом звању све док маја 2002. није изабран за епархијског епископа будимљанско-никшићког.

## Епархија будимљанско-никшићка
Прва Будимљанска епархија основана је 1219. када је Свети Сава добио самосталност Српске православне цркве и основао прве епархије. У 15. веку она је уздигнута на степен митрополије. Њено седиште било је у манастиру Ђурђеви ступови (Беране). Након смрти митрополита Гаврила (1648) ова митрополија ће у административном погледу бити угашена скоро три века. Обновљена је у звању викарних епископа (1939—1947) да би 1947. обновљена као Будимљанско-полимска епархија са седиштем у Бијелом Пољу и опет укинута 1956. године.
Опет је обновљена у звању викарних епископа (1999—2002). Поновним успостављањем Епархије будимљанско-никшићке (2001) и избором дотадашњег викарног епископа будимљанског Јоаникија (Мићовића) најпре за администратора 2001, а затим 2002. у звање епископа будимљанско-никшићког и додељивањем му те епархије, престаје да постоји ово звање викарног епископа у Српској православној цркви. Практично она је обновљена и постоји као самостална епархија, па и њен епископ није више викарни.